# Jürgen Bremer (Kanute)
Jürgen Bremer (* 26. April 1940 in Bützow) ist ein ehemaliger deutscher Kanute, der für die DDR antrat. Er wurde dreimal Weltmeister im Kanuslalom.

## Leben
Bremer lernte das Kanufahren durch seine älteren Brüder Hans und Günther bei seinem Heimatverein, der BSG Chemie Bützow (Umbenennung 1958 in BSG Lokomotive Bützow, Umbenennung 1990 in Kanuclub Bützow 1952 e. V.).
1957 wurde Bremer Jugendmeister der Bezirke Magdeburg/Schwerin im Einer-Kajak. Bremer und sein Vereinskamerad Willi Landers wurden 1959 bei einem Trainingslehrgang an der Bützower Schleuse durch Trainer des Sportclub DHfK entdeckt und 1960 zum Sportclub nach Leipzig delegiert.
1963 wurde Bremer in Spittal das erste Mal Weltmeister. 1967 dann in Lipno Einzelweltmeister, Weltmeister mit der Slalommannschaft und Weltmeister mit der Mannschaft im Wildwasserrennen.
1969 tobte hinter den Kulissen der Weltmeisterschaft in Bourg-Saint-Maurice bereits ein harter politischer Kampf. Die westdeutsche Delegation lehnte es ab, dass „Ulbrichts Spalterflagge“ – gemeint war die in der Bundesrepublik verbotene DDR-Fahne mit Hammer, Zirkel und Ährenkranz auf schwarz-rot-goldenen Grund – gehisst werde und drohte mit Boykott. Und das, nachdem bereits das Nationale Olympische Komitee der Bundesrepublik 1968 vor der Vergabe der Olympischen Spiele an München die Zulassung zweier deutscher Mannschaften mit eigener Flagge und Hymne garantieren musste. Hatten in der Vergangenheit westdeutsche Fachverbände mit derartigen Boykottdrohungen immer öfter international durch zunehmende Isolierung ein Selbsttor geschossen, fanden die Funktionäre des westdeutschen Kanuverbandes beim Veranstalter, auch durch die Einflussnahme von Seiten der Regierungen, Verständnis. Das Angebot an die ostdeutsche Delegation: Die deutschen Mannschaften starten unter dem Namen DKSV für die DDR und DKV für BRD; es werden ihre jeweiligen Verbandsflaggen aufgezogen. Die Mannschaftsleitung der DDR wollte und konnte die brisante Entscheidung nicht allein treffen und rief das DTSB-Präsidium in Berlin an. Doch die erste Reihe um Chef Manfred Ewald war zum Sportfest in Leipzig und die Stellvertreter entschieden auf Boykott. Während die Eröffnungsfeier zelebriert wurde, reiste die DDR-Mannschaft ab. 1969 wurde somit Bremer als Favorit auf den Weltmeistertitel Opfer des Boykotts.
Bei den Olympischen Sommerspielen 1972 in München belegte Bremer den achten Platz im Slalom mit dem Einer-Kajak.
Von 1973 bis 1998 arbeitete Bremer als Trainer für Kanuslalom und Kanurennsport im Hochleistungs- und Nachwuchsbereich, viele Jahre davon als Verbandstrainer. 2002 bis 2008 war er Trainer der chinesischen Nationalmannschaft.

## Ehrungen
- Ehrenmitglied des Kanuclub Bützow 1952 e. V.[5]